# Martin Grase
Martin Grase född 3 maj 1891 i Schlochau, död 4 augusti 1963 i Freiburg im Breisgau, var en tysk officer. Grase befordrades till generalmajor i oktober 1941 och till general i infanteriet i december 1943. Han erhöll Riddarkorset av järnkorset med eklöv i maj 1943.
Grase var
adjutant vid arméns överkommando oktober 1939 – februari 1940,
befälhavare för 1. infanteriregementet mars 1940 – januari 1942,
befälhavare för 1. infanteridivisionen januari 1942 – juli 1943,
befälhavare för I. armékåren augusti 1943 – januari 1944,
befälhavare för XXVI. armékåren januari – februari 1944,
till överbefälhavarens förfogande februari – juli 1944,
befälhavare för Wehrmacht i Belgien och norra Frankrike  juli – september 1944 och 
befälhavare för fältjägarkommando III.  september  1944 – mars 1945.
Grase var i krigsfångenskap maj 1945 – juli 1947.